# Groupe B des éliminatoires de la Coupe d'Afrique des nations de football 2021
Navigation
Groupe A Groupe C
Le groupe B des  éliminatoires de la Coupe d'Afrique des nations de football 2021 est une compétition qualificative pour la phase finale de la Coupe d'Afrique des nations de football 2021.  Ce groupe est composé du Burkina Faso, du Malawi, de l'Ouganda et du Soudan du Sud. Les matchs sont initialement prévus de novembre 2019 à novembre 2020, mais les journées 3 à 6 sont repoussées en raison de la pandémie de Covid-19.

## Tirage au sort
Le tirage au sort se déroule le 18 juillet 2019 au Caire, pendant la CAN 2019. Les 51 sélections africaines sont classées dans cinq chapeaux selon leur classement FIFA.
Le tirage au sort désigne les équipes suivantes dans le groupe B :
- Chapeau 1 :  Burkina Faso (9e du classement CAF et 59e du classement FIFA)
- Chapeau 2 :  Ouganda (16e du classement CAF et 80e du classement FIFA)
- Chapeau 3 :  Malawi (33e du classement CAF et 126e du classement FIFA)
- Chapeau 5 :  Soudan du Sud (48e du classement CAF et 168e du classement FIFA)

## Résultats

### Classement
| Rang | Équipe        | Pts | J | G | N | P | Bp | Bc | Diff |  | Résultats (▼ dom., ► ext.) |     |     |     |     |
| ---- | ------------- | --- | - | - | - | - | -- | -- | ---- |  | -------------------------- | --- | --- | --- | --- |
| 1    | Burkina Faso  | 12  | 6 | 3 | 3 | 0 | 6  | 2  | +4   |  | Burkina Faso               |     | 3-1 | 0-0 | 1-0 |
| 2    | Malawi        | 10  | 6 | 3 | 1 | 2 | 4  | 5  | -1   |  | Malawi                     | 0-0 |     | 1-0 | 1-0 |
| 3    | Ouganda       | 8   | 6 | 2 | 2 | 2 | 3  | 2  | +1   |  | Ouganda                    | 0-0 | 2-0 |     | 1-0 |
| 4    | Soudan du Sud | 3   | 6 | 1 | 0 | 5 | 2  | 6  | -4   |  | Soudan du Sud              | 1-2 | 0-1 | 1-0 |     |

### Matchs
| 1re journée                  | Malawi     | 1 - 0   | Soudan du Sud | Kamuzu Stadium, Blantyre              |                                       |
| 13 novembre 2019 15:00 UTC+2 | Mhango 69e | (0 - 0) |               | Arbitrage : Pacifique Ndabihawenimana | Arbitrage : Pacifique Ndabihawenimana |
| 13 novembre 2019 15:00 UTC+2 | Rapport    |         |               | Arbitrage : Pacifique Ndabihawenimana | Arbitrage : Pacifique Ndabihawenimana |

| 13 novembre 2019 | Burkina Faso | 0 - 0   | Ouganda | Stade du 4-Août, Ouagadougou |                             |
| 19:00 UTC±0      |              | (0 - 0) |         | Arbitrage : Nabil Boukhalfa  | Arbitrage : Nabil Boukhalfa |
| 19:00 UTC±0      | Rapport      |         |         | Arbitrage : Nabil Boukhalfa  | Arbitrage : Nabil Boukhalfa |

| 2e journée                   | Soudan du Sud | 1 - 2   | Burkina Faso  | Stade de Khartoum, Khartoum                |                                            |
| 17 novembre 2019 13:00 UTC+2 | Pawaar 90e    | (0 - 2) | 20e 40e Bancé | Arbitrage : Modèle:ERY-d Tsegay Teklu Mogo | Arbitrage : Modèle:ERY-d Tsegay Teklu Mogo |
| 17 novembre 2019 13:00 UTC+2 | Rapport       |         |               | Arbitrage : Modèle:ERY-d Tsegay Teklu Mogo | Arbitrage : Modèle:ERY-d Tsegay Teklu Mogo |

| 17 novembre 2019 | Ouganda             | 2 - 0   | Malawi | Mandela National Stadium, Kira  |                                 |
| 16:00 UTC+3      | Okwi 29e · Bayo 68e | (1 - 0) |        | Arbitrage : Mahmood Ali Mahmood | Arbitrage : Mahmood Ali Mahmood |
| 16:00 UTC+3      | Rapport             |         |        | Arbitrage : Mahmood Ali Mahmood | Arbitrage : Mahmood Ali Mahmood |

| 3e journée                   | Burkina Faso               | 3 - 1   | Malawi           | Stade du 4-Août, Ouagadougou |                             |
| 12 novembre 2020 16:00 UTC+3 | L.Traoré 2e 25e · Dabo 90e | (2 - 0) | 81e (pen.) Phiri | Arbitrage : Messie Nkounkou  | Arbitrage : Messie Nkounkou |
| 12 novembre 2020 16:00 UTC+3 | Rapport                    |         |                  | Arbitrage : Messie Nkounkou  | Arbitrage : Messie Nkounkou |

| 12 novembre 2020 | Ouganda     | 1 - 0   | Soudan du Sud | Mandela National Stadium, Kira |                          |
| 19:00 UTC±0      | Lwaliwa 86e | (0 - 0) |               | Arbitrage : Dahane Beida       | Arbitrage : Dahane Beida |
| 19:00 UTC±0      | Rapport     |         |               | Arbitrage : Dahane Beida       | Arbitrage : Dahane Beida |

| 4e journée                   | Malawi  | 0 - 0   | Burkina Faso | Kamuzu Stadium, Blantyre           |                                    |
| 16 novembre 2020 15:00 UTC+2 |         | (0 - 0) |              | Arbitrage : Souleiman Ahmed Djamal | Arbitrage : Souleiman Ahmed Djamal |
| 16 novembre 2020 15:00 UTC+2 | Rapport |         |              | Arbitrage : Souleiman Ahmed Djamal | Arbitrage : Souleiman Ahmed Djamal |

| 16 novembre 2020 | Soudan du Sud     | 1 - 0   | Ouganda | Nyayo National Stadium, Nairobi |                                 |
| 16:00 UTC+3      | Okello 35e (pen.) | (1 - 0) |         | Arbitrage : Louis Houngnandande | Arbitrage : Louis Houngnandande |
| 16:00 UTC+3      | Rapport           |         |         | Arbitrage : Louis Houngnandande | Arbitrage : Louis Houngnandande |

| 5e journée               | Ouganda | 0 - 0   | Burkina Faso | Mandela National Stadium, Kampala |                            |
| 24 mars 2021 16:00 UTC+3 |         | (0 - 0) |              | Arbitrage : Bakary Gassama        | Arbitrage : Bakary Gassama |
| 24 mars 2021 16:00 UTC+3 | Rapport |         |              | Arbitrage : Bakary Gassama        | Arbitrage : Bakary Gassama |

| 24 mars 2021 | Soudan du Sud | 0 - 1   | Malawi    | Stade de Djouba, Djouba    |                            |
| 16:00 UTC+3  |               | (0 - 0) | 47e Mbulu | Arbitrage : Anthony Ogwayo | Arbitrage : Anthony Ogwayo |
| 16:00 UTC+3  | Rapport       |         |           | Arbitrage : Anthony Ogwayo | Arbitrage : Anthony Ogwayo |

| 6e journée               | Burkina Faso | 1 - 0   | Soudan du Sud | Stade du 4-Août, Ouagadougou |                           |
| 29 mars 2021 15:00 UTC+2 | B.Traoré 50e | (0 - 0) |               | Arbitrage : George Rogers    | Arbitrage : George Rogers |
| 29 mars 2021 15:00 UTC+2 | Rapport      |         |               | Arbitrage : George Rogers    | Arbitrage : George Rogers |

| 29 mars 2021 | Malawi    | 1 - 0   | Ouganda | Stade de Kamuzu, Blantyre |                           |
| 16:00 UTC±0  | Mbulu 15e | (1 - 0) |         | Arbitrage : Celso Alvação | Arbitrage : Celso Alvação |
| 16:00 UTC±0  | Rapport   |         |         | Arbitrage : Celso Alvação | Arbitrage : Celso Alvação |

## Liste des buteurs
2 buts   
- Aristide Bancé
- Lassina Traoré
- Richard Mbulu

1 but  
- Bryan Dabo
- Bertrand Traoré
- Gabadinho Mhango
- Gerald Phiri Jr.
- Fahad Bayo
- Halid Lwaliwa
- Emmanuel Okwi
- Tito Okello
- Stephen Pawaar